# Vadosfa
Vadosfa é um município da Hungria, situado no condado de Győr-Moson-Sopron. Tem 4,19 km² de área e sua população em 2015 foi estimada em 76 habitantes.